# Орто-Сай (Бишкек)
Орто-Сай (кирг. Орто-Сай) — жилой массив, расположенный на юго-запад от г. Бишкека. Входит в состав Октябрьского района столицы Кыргызстана.
Рядом с селом протекает река Ала-Арча, само же село располагается под горным массивом Боз-Болток. Здесь советский художник Семён Чуйков написал свою наиболее известную картину «Дочь Советской Киргизии».
Население согласно переписи 2009 г. составляет 4111 жителей, в том числе: мужское население — 49,5 %. Киргизии трасса для гонок в дисциплине Байкер-Кросс (4Х).